# Andrei Agrachev
Andrei Agrachev (Moscou, 29 de março de 1952) é um matemático russo.
Obteve um doutorado na Universidade Estatal de Moscou em 1977
Foi palestrante convidado do Congresso Internacional de Matemáticos em Zurique (1994: Methods of Control Theory in Nonholonomic Geometry).